# تيري ويجل
تيري ويجل (بالإنجليزية: Teri Weigel)‏ من مواليد 24 فبراير 1962 هي ممثلة إباحية وعارضة أزياء ومتعرية أمريكية.

## روابط خارجية
- تيري ويجل على موقع IMDb (الإنجليزية)
- تيري ويجل على موقع ألو سيني (الفرنسية)
- تيري ويجل على موقع أول موفي (الإنجليزية)
- تيري ويجل على موقع قاعدة بيانات الأفلام السويدية (السويدية)
- تيري ويجل على موقع إن إن دي بي (الإنجليزية)
- تيري ويجل على موقع ديسكوغز (الإنجليزية)
- تيري ويجل على موقع قاعدة بيانات الفيلم (الإنجليزية)
- تيري ويجل على موقع كينوبويسك (الروسية)